# Біла Піска
Бя́ла Пі́ска (пол. Biała Piska, нім. Bialla) — місто в північно-східній Польщі.
Належить до Піжського повіту Вармінсько-Мазурського воєводства.

## Демографія
Демографічна структура станом на 31 березня 2011 року:
|          | Загалом | Допрацездатний вік | Працездатний вік | Постпрацездатний вік |
| -------- | ------- | ------------------ | ---------------- | -------------------- |
| Чоловіки | 2068    | 414                | 1466             | 188                  |
| Жінки    | 2090    | 388                | 1284             | 418                  |
| Разом    | 4158    | 802                | 2750             | 606                  |